# Wildlife Park
A Wildlife Park egy építő-menedzselő játék, ami 2003-ban jelent meg. A játék lényege, hogy a játékos felépítheti és igazgathatja saját vadasparkját vagy állatkertjét.

## Az állatok listája
45 állatfaj van a játékban.
- Páva
- Rózsás flamingó
- Királypingvin
- Strucc
- Galápagosi óriásteknős
- Nílusi krokodil
- Kőszáli kecske
- Arab bejza
- Thomson-gazella
- Amerikai bölény
- Rénszarvas
- Dávid-szarvas
- Jávorszarvas
- Láma
- Dromedár
- Okapi
- Zsiráf
- Varacskos disznó
- Víziló
- Alföldi zebra
- Arábiai nyársas antilop
- Fekete orrszarvú
- Vörös óriáskenguru
- Indiai elefánt
- Afrikai elefánt
- Kaliforniai oroszlánfóka
- Rozmár
- Nagy fehér cápa
- Kardszárnyú delfin
- Palackorrú delfin
- Gorilla
- Orangután
- Csimpánz
- Mosómedve
- Grizzly medve
- Koala
- Óriáspanda
- Jegesmedve
- Szürke farkas
- Puma
- Fehér tigris
- Leopárd
- Fekete párduc
- Jaguár
- Bengáli tigris
- Oroszlán

### Wildlife Park: Wild Creatures
A Wildlife Park: Wild Creatures egy kiegészítő játék, melyben (a régiek mellett) 15 új állat tartható, köztük néhány kihalt állat is.
- Komodói varánusz
- Havasi nyúl
- Vidra
- Sörényes hangyász
- Kilencöves tatu
- Beluga
- Atlanti ördögrája
- Przewalski-ló
- Kvagga
- Archaeopteryx
- Velociraptor
- Erszényes farkas
- Gigantopithecus
- Gyapjas mamut
- Basilosaurus

## Folytatás
A játéknak van egy folytatása, a Wildlife Park 2. Ennek van még két kiegészítője, a Crazy Zoo és a Marine World. 2011-ben megjelent a harmadik folytatása.

## Külső hivatkozások
- GameSpot profile
- IGN profile Archiválva 2009. július 24-i dátummal a Wayback Machine-ben
- Arizona Wildlife Viewing